# Stefano Catucci
Stefano Catucci (Roma, 1963) è un filosofo italiano docente di Estetica all'Università di Roma "La Sapienza" presso la Facoltà di Architettura..
Autore di opere sul pensiero tedesco, in particolare sull'eredità della fenomenologia di Husserl, e francese d'inizio del XX secolo ha scritto fra l'altro una Introduzione a Foucault (ed. Laterza, 2001) e uno studio sull'immaginario filosofico della Grande Guerra imperniato attorno alla figura del giovane György Lukács (Per una filosofia povera, Bollati Boringhieri 2003). 

## Biografia
Dal lavoro in Facoltà di Architettura, iniziato alla fine degli anni Novanta presso l'Università di Camerino (sede di Ascoli Piceno), è derivata l'esigenza di svolgere con gli strumenti classici dell'estetica filosofica riflessioni sull'attualità e sull'immaginazione del futuro: questioni affrontate nel volume del 2013 Imparare dalla Luna: «L'esplorazione della Luna raccontata tramite i linguaggi dell'arte, della filosofia e del gioco a partire dalla proposta della Nasa di tutelare i siti storici degli allunaggi come tesori dell'umanità: i primi parchi archeologici della presenza umana fuori dalla Terra. È questa la sfida di Imparare dalla Luna» 
Ha fondato con Felice Cimatti, Massimo De Carolis e Paolo Virno la rivista Forme di vita.
Dal 1989 collabora con Rai Radio Tre ed è stato, con Michele dall'Ongaro, tra i fondatori dei Concerti del Quirinale . Collabora con il quotidiano Il manifesto.

## Opere
- La filosofia critica di Husserl, Milano, Guerini & Associati, 1995
- Beethoven Opera Omnia. Le Opere. Fabbri Classica 1996
- Bach e la musica barocca, Roma, La Biblioteca, 1997
- Introduzione a Foucault, Bari-Roma, Laterza, 2000
- La storia della musica, Roma, La Biblioteca, 2001
- Spazi e maschere, Roma, (a cura di, con Umberto Cao), Meltemi Editore, 2001
- Per una filosofia povera, Torino, Bollati Boringhieri, 2003
- Imparare dalla Luna, Macerata, Quodlibet, 2013
- Estetica Elementare (saggio L'arte è un progetto?), Milano, Pearson, 2021
- Sul filo: esercizi di pensiero materiale, Macerata, Quodlibet, 2024, ISBN 8822922050